# Roberto Almagià
Roberto Almagià (Firenze, 17 giugno 1884 – Roma, 13 maggio 1962) è stato un geografo italiano.

## Biografia
Geografo e storico della geografia e della cartografia, esploratore e naturalista, fece parte dell'Accademia Nazionale dei Lincei (dal 1932), della Società Geografica Italiana (ne fu nominato presidente nel 1944-1945) e fu coordinatore del Comitato della geografia del CNR. Seguendo le orme del suo maestro Giuseppe Dalla Vedova, resse la cattedra di geografia prima all'Università di Padova (dal 1911 al 1914) e poi all'Università di Roma (dal 1915 al 1959). 
Fu tra i redattori centrali dell'Enciclopedia Treccani dal 1925 al 1937 quando, essendo di origine ebraica, venne estromesso dall'insegnamento universitario e da ogni altro incarico in seguito all'emanazione delle leggi razziali fasciste. Pio XII lo assunse presso la Biblioteca Vaticana, permettendogli di continuare e pubblicare i suoi studi.
Pubblicò innumerevoli saggi su periodici a carattere nazionale ed internazionale, sui temi più disparati della geografia mondiale, sempre preceduti da meticolosi viaggi di ricerca. Collaborò assiduamente e con importanti contributi al periodico L'Universo dell'Istituto Geografico Militare e al mensile illustrato Le Vie d'Italia del Touring Club Italiano. Oltre alla redazione di numerosi manuali, più volte ristampati e adottati come testi scolastici nei licei e nelle università, raccolse e curò la pubblicazione (1929) dei fondamentali Monumenta Italiae Cartographica, in cui sono riprodotte le carte geografiche generali e regionali italiane dal XIV al XVII secolo, e gli analoghi Monumenta Cartographica Vaticana (1944-1955). In questo contesto, scoprì presso la Biblioteca Civica di Siena un atlante, in tre tavole, del cartografo Chola da Briatico.
Per la UTET diresse la pubblicazione della Geografia universale e fondò la prestigiosa collana "Le Regioni d'Italia", poi diretta da Elio Migliorini.
La sua complessa attività è anche testimoniata dall'ingente fondo a lui intitolato presso il Dipartimento di geografia e scienze umane dell'ambiente dell'Università di Milano.

## Opere pubblicate

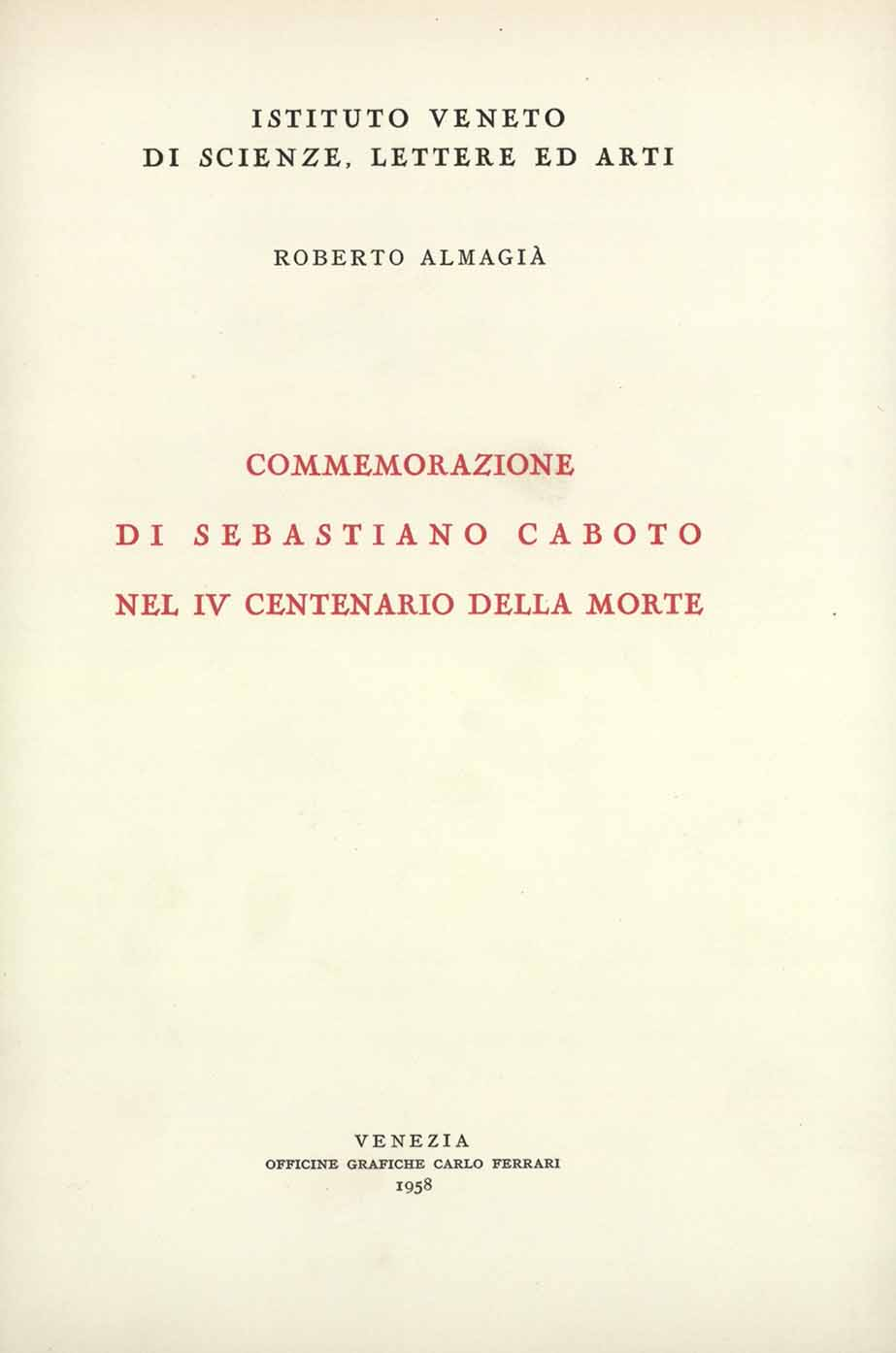
Commemorazione di Sebastiano Caboto nel 4. centenario della morte, 1958

- La dottrina della marea nell'antichità classica e nel medioevo. Memoria, Roma, Regia Accademia dei Lincei, 1905.
- Studi geografici sopra le frane in Italia, Roma, Società Geografica Italiana, 1907-1910, 3 voll.
- Studi storici di cartografia napoletana, Napoli, Pierro, 1913, 2 voll.
- Corso di geografia ad uso delle scuole medie superiori, Napoli, Perrella, 1913-1914, 2 voll. (1915-1917, 3ª ed. rinnovata; 1920, 4ª ed. riveduta e corretta; Firenze, Perrella, 1921, 5ª ed. interamente rifatta; Firenze-Napoli, Perrella, 6ª ed. nuovamente riveduta).
- Cristoforo Colombo, Roma, Formiggini, 1918.
- La geografia, Roma, Istituto per la propaganda della cultura italiana, 1919.
- L'Italia di Giovanni Antonio Magini e la cartografia dell'Italia nei secoli XVI e XVII, Napoli, Perrella, 1922.
- Monumenta Italiae Cartographica. Riproduzioni di carte generali e regionali d'Italia dal secolo XIV al XVII, Firenze, Istituto Geografico Militare, 1929.
- Palestina, Roma, Morpurgo, 1930.
- L'Albania, Roma, Cremonese, 1930.
- Lezioni di geografia economica e politica tenute nella Facoltà di scienze politiche della Regia Università di Roma (riassunte a cura di Maria Modigliani), Roma, 1933.
- Elementi di geografia economica e politica, Milano, Giuffrè, 1936.
- I primi esploratori dell'America, Roma, Libreria dello Stato, 1937.
- Corso di geografia svolto presso la facoltà di Lettere della regia Università di Roma (lezioni raccolte da M. Emiliani e C. Merlo), Roma, Pioda, 1938, 2 voll.
- Contributi alla storia della conoscenza dell'Etiopia, Padova, La Garangola, 1941.
- L'opera geografica di Luca Holsteno, Città del Vaticano, Biblioteca Apostolica Vaticana, 1942.
- Monumenta Cartographica Vaticana, Città del Vaticano, Biblioteca Apostolica Vaticana, 1944-1955, 4 voll.
- Lezioni di antroprogeografia, Roma, Parrella, 1945, 2 voll.
- Fondamenti di geografia generale con numerose illustrazioni, carte e tavole fuori testo, Roma-Napoli, Perrella, 1945-1946, 2 voll.
- Lineamenti di geografia economica degli Stati Uniti d'America, Roma, Edizioni Italiane, 1946.
- Elementi di geografia economica generale, Milano, Giuffrè, 1947.
- La terra e le sue ricchezze. Corso di geografia generale ed economica per gli istituti tecnici commerciali (con Elio Migliorini), Roma, Perrella, 1947-1949, 5 voll. (1953, 5ª ed. riveduta; Roma, Cremonese, 1959-1960, 7ª ed. completamente rifatta).
- Il mondo attuale, Torino, UTET, 1953-1956, 3 voll. (1960-1961, 2ª ed. completamente riveduta e aggiornata).
- Roberto Almagià, Commemorazione di Sebastiano Caboto nel 4. centenario della morte, Venezia, Officine grafiche Carlo Ferrari, 1958. URL consultato il 24 giugno 2015.
- L'Italia, Torino, UTET, 1959, 2 voll.
- Paesi e genti della terra. Corso di geografia per gli istituti tecnici per geometri e agrari (con Elio Migliorini), Roma, Cremonese, 1961, 2 voll. (1962, 2ª ed. riveduta e aggiornata; 1967, 3ª ed. riveduta e aggiornata; 1970, 4ª ed.).
- Scritti geografici (1905-1957), con elenco cronologico completo delle pubblicazioni, Roma, Cremonese, 1961. Contiene il catalogo della sua vastissima produzione a carattere geografico e cartografico, in cui spiccano censimenti e interpretazioni di "voci territoriali", biografie di naturalisti, cartografi ed esploratori, resoconti di viaggi, nonché relazioni, memorie e curatele di atti della Società Geografica Italiana.
- Lazio, Torino, UTET, 1966 (postumo, nella collana "Le regioni d'Italia").

## Biblioteca privata
Nel 1964 la famiglia Almagià decise di cedere la ricca collezione di opere della biblioteca privata del professore alla Biblioteca delle Facoltà di Giurisprudenza Lettere e Filosofia, ora Biblioteca di studi Giuridici e Umanistici dell'Università degli Studi di Milano, escludendo però i libri più antichi e preziosi.